# Blåbärsvargspindel
Blåbärsvargspindel (Alopecosa taeniata) är en spindelart som först beskrevs av Carl Ludwig Koch 1835.  Blåbärsvargspindel ingår i släktet Alopecosa och familjen vargspindlar. Arten är reproducerande i Sverige. Inga underarter finns listade.